# Curtiss HA
Il Curtiss HA, citato anche come Dunkirk Fighter, fu un aereo da caccia monomotore e biplano progettato dal capitano B. L. Smith degli United States Marine Corps e costruito in piccola serie dall'azienda aeronautica statunitense Curtiss Aeroplane and Motor Company tra i tardi anni dieci e i primi anni venti del XX secolo.
Sviluppato come idrovolante a galleggiante centrale con stabilizzatori laterali per uso militare, il progetto venne riconvertito in configurazione terrestre, ad uso civile, e utilizzato come aereo postale.

## Storia del progetto
Il progetto venne sviluppato su sollecitazione di Al Gates, comandante della base aerea della United States Navy di Dunkerque, sulla costa belga, durante le fasi finali della prima guerra mondiale. I rapporti di Gates indicavano la difficoltà di poter operare con gli idrovolanti Donnet-Denhaut in loro dotazione per una congenita inaffidabilità dei propulsori e che costringevano a pianificare delle missioni con il supporto degli Hanriot HD.2.
La pressante esigenza di dotare i propri reparti di un velivolo in grado di fronteggiare adeguatamente i piloti avversari, che potevano disporre dei più efficienti biposto Brandenburg e Friedrichshafen e del monoposto Rumpler 6B, convinse la marina statunitense ad affidare un progetto di massima al capitano B. L. Smith.
La costruzione del prototipo fu commissionata alla Curtiss Aeroplane and Motor Company nel dicembre 1917 e il suo primo volo venne effettuato il 21 marzo 1918. Durante le prove di volo l'aereo si dimostrò molto instabile, con un piano di coda eccessivamente pesante. L'aereo rimase distrutto in un incidente.
Furono ordinati altri due prototipi, indicati come HA-1 e HA-2. L'HA-1 fu costruito con parti recuperate dall'originale, tuttavia per cercare di ovviare ai problemi di stabilità del primo prototipo il suo piano di coda e il radiatore furono riprogettati e le sue ali furono spostate più a poppa. Anche in questa configurazione il modello andò perduto durante i test, per essersi incendiato durante un volo. L'HA-2 venne ulteriormente modificato intervenendo sulla velatura, caratterizzata da un'apertura alare più ampia, ma poiché la guerra era quasi finita, l'interesse da parte dell'US Navy venne meno e non venne emesso alcun ordine di produzione.

## Tecnica

### Cellula
Nella sua configurazione originale, l'HA era un idrovolante a galleggiante centrale, monomotore, biplano e biposto, dall'impostazione, per il periodo, convenzionale.
La fusoliera, realizzata con struttura lignea e ricoperta da tessuto trattato, integrava i due abitacoli separati, l'anteriore destinato al pilota e il posteriore al mitragliere, e terminava in un impennaggio cruciforme, ovvero con l'elemento verticale che si estendeva anche nella parte inferiore dell'estremità posteriore della cellula.
La velatura era del tipo biplano, a scalamento neutro, ovvero con piani alari che si sovrapponevano ortogonalmente, entrambi caratterizzati dalla corda costante, dalla medesima apertura e da un leggero angolo di freccia. L'elemento superiore era sdoppiato in due semiali, soluzione che permetteva un eccellente campo visivo ed era collegato all'inferiore grazie a una doppia coppia (due per lato) di montanti interalari, il tutto ulteriormente irrigidito da tiranti in cavetto d'acciaio.
Il galleggiamento era assicurato dal grande galleggiante centrale, collegato da una coppia di montanti in tandem alla parte inferiore della fusoliera, e dai due galleggianti equilibratori collegati, tramite un'estensione dei montanti alari esterni, all'intradosso dell'ala inferiore.

### Motore
La propulsione era affidata a un motore Liberty L-12, un 12 cilindri a V raffreddato a liquido in grado di erogare una potenza al decollo pari a 360 hp (268 kW), montato all'estremità anteriore della fusoliera, completamente inserito nella cellula e che trasmetteva il moto a un'elica bipala in legno.

### Fonti
1. 1 2 3 4  Angelucci e Bowers 1987, pp. 116-117.
2. 1 2  Уголок неба (Angolo di Cielo), Curtiss HA.